# Corbélia
Corbélia là một đô thị thuộc bang Paraná, Brasil. Đô thị này có diện tích 529,385 km², dân số năm 2007 là 15428 người, mật độ 29,2 người/km².